# Avant / après

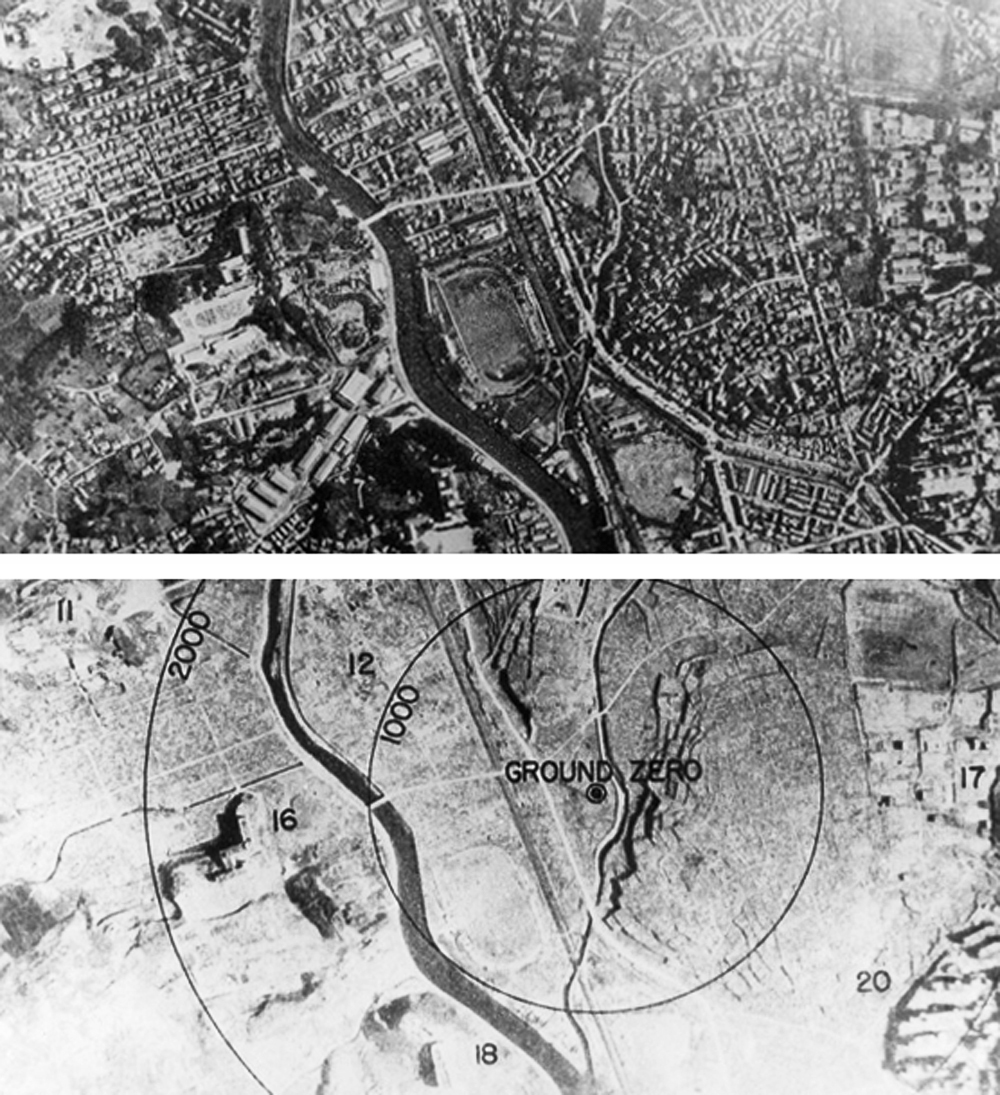
Nagasaki avant/après le bombardement atomique.

L'avant/après est une pratique consistant à rapprocher deux images d'un même sujet, respectivement avant et après une action donnée, afin d'en souligner les conséquences par la comparaison.

## Procédé
Typiquement, cela consiste à les placer côte à côte, chacune d'elles portant traditionnellement (mais pas nécessairement) les légendes respectives « avant » et « après », la première étant habituellement placée à gauche et la seconde à droite afin de suivre le sens de lecture.
On trouve toutefois, dans les flux animés, des variantes où les deux images sont présentées successivement, occupant tout l'espace, éventuellement avec une transition du type morphing.
L'impact est d'autant plus grand sur le spectateur que les conditions et le cadrage des deux prises de vue sont proches.

## Utilisations

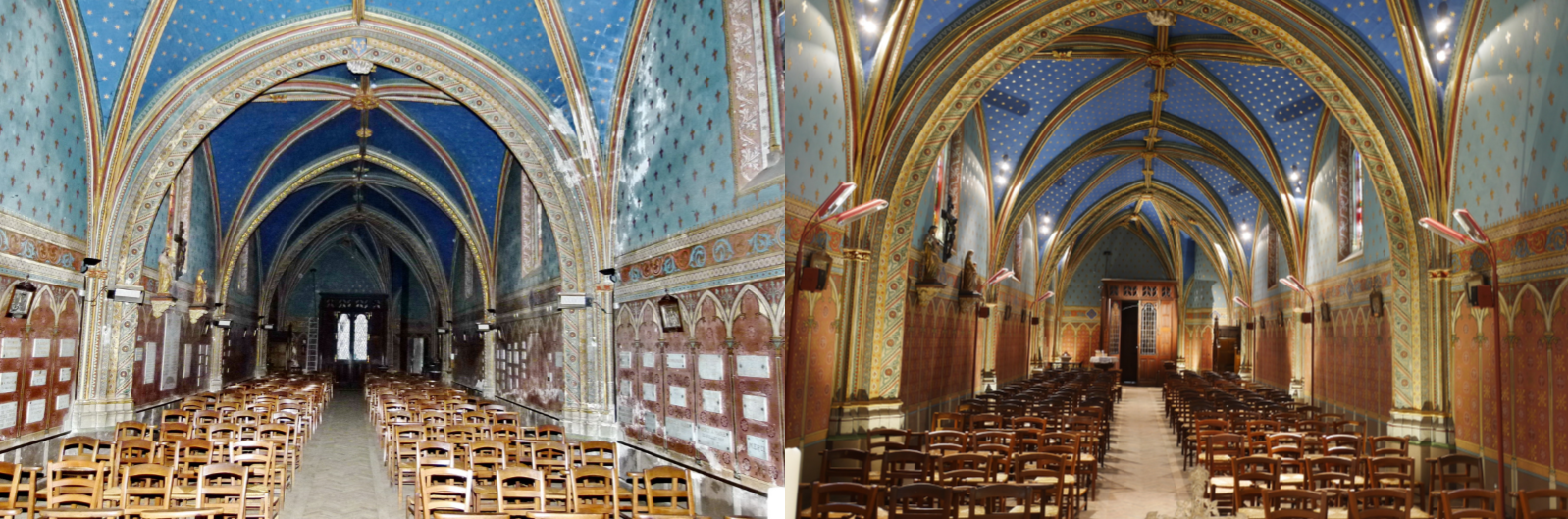
Avant / après réfection d'une église

L'avant/après peut être utilisé dans des buts divers :
- À des fins de marketing : dans le but de vendre un produit, l'avant/après étant alors supposé prouver son efficacité ; les produits amincissants constituent un exemple typique, où l'on compare la silhouette d'un individu avant et après qu'il l'a testé.
- À des fins pédagogiques : c'est ainsi qu'en 2006 furent présentées des photos du Kilimandjaro prises par Yann Arthus-Bertrand à dix ans d'intervalle, mettant en évidence la fonte de ses neiges éternelles engendrée par le réchauffement climatique : le but est alors de sensibiliser le public aux problèmes environnementaux.
- Comme outil de prévisualisation, dans certains logiciels.
- Il s'agit d'une rubrique présente dans certains journaux à scandales, où sont comparées les célébrités avant et après leur séance de maquillage.
- Pour montrer l'évolution d'un lieu au fil de l'histoire, avec la modernisation et les activités humaines.
- Après un relooking.

## Parodies
Une parodie courante est de réaliser un avant/après qui est à l'évidence mensonger, par exemple au moyen d'images retouchées, ou en utilisant des sujets différents entre les deux images.
C'est ainsi que la chaîne de centres de bronzage Point Soleil a lancé en 2007 une affiche montrant un avant/après ironique. Il représente un tronc d'homme : avant, il est ventru et pâle ; après, il est musclé, bronzé, et des mains de femmes le caressent en signe d'adulation. Par autodérision, le tout est légendé « Merci Point Soleil ! », les centres de bronzage étant supposés être à l'origine de la prétendue transformation.